# Julio dos Santos
Julio Daniel dos Santos Rodríguez oder kurz Julio dos Santos (* 7. Mai 1983 in Asunción), auch Julio Dos Santos, ist ein ehemaliger paraguayischer Fußballspieler.
Der Mittelfeldspieler spielte neben paraguayischen und brasilianischen Vereinen auch für kurze Zeit für den FC Bayern München in der Bundesliga. Mit der paraguayischen Nationalmannschaft nahm er an der Fußball-Weltmeisterschaft 2006 in Deutschland teil.

## Karriere

### Vereine
Dos Santos spielte vom 12. bis 17. Lebensjahr in der Jugendabteilung des Club Cerro Porteño, einem Stadtteilverein von Asunción. Mit 17 Jahren debütierte er für diesen Verein bereits in der Primera División de Paraguay, der höchsten paraguayischen Liga und erhielt mit 18 Jahren einen Profivertrag. Nach vier Spielzeiten mit drei nationalen Meisterschaften sowie 91 eigenen Spielen und 28 Toren wechselte er nach Deutschland, wo ihn der Bundesligist FC Bayern München für die Saison 2005/06 – und als möglichen Nachfolger von Nationalmannschaftskapitän Michael Ballack – verpflichtete. Da die paraguayische Fußballmeisterschaft mit dem Kalenderjahr gleichgeschaltet ist, war dos Santos ab Januar 2006 spielberechtigt und kam deshalb erst in der Rückrunde zum Einsatz. Sein Debüt in der Bundesliga gab er am 13. Mai 2006 (34. Spieltag) beim 3:3-Unentschieden im Heimspiel gegen Borussia Dortmund. Vor seinem Bundesliga-Debüt bestritt er drei Spiele für die zweite Mannschaft der Bayern in der Regionalliga Süd und erzielte zwei Tore; erstmals am 28. März 2006 (19. Spieltag) beim 4:4-Unentschieden im Heimspiel gegen den SV Wehen. In der Vorrunde der Saison 2006/07 kam er in der Profimannschaft lediglich in acht Pflichtspielen als Einwechselspieler zum Einsatz und wurde zur Winterpause an den VfL Wolfsburg ausgeliehen. Hier sollte er Spielpraxis erhalten, was aber nicht geschah. Einen Tag nach Bekanntgabe des Wechsels zog sich der Spieler im letzten Training vor dem Spiel gegen Alemannia Aachen einen Wadenbeinbruch und einen Riss des Syndesmosebandes zu. Damit stand er den „Wölfen“ in der Rückrunde nicht zur Verfügung. Sein einziges Spiel im Trikot der Niedersachsen bestritt er in einem Benefizspiel gegen VfL Kalbe/Milde (17:3), als er nach 63 Minuten für Jacek Krzynówek eingewechselt wurde.
Er kehrte zunächst zum FC Bayern München zurück und nach der Einwechslung im Ligapokalfinale gegen den FC Schalke 04 wurde er noch vor Beginn der Bundesligasaison 2007/08 erneut über ein Leihgeschäft abgegeben. Für den in die Primera División aufgestiegenen UD Almería kam er in der ersten Saisonhälfte jedoch zu keinem Einsatz, woraufhin er im Februar 2008 nach Brasilien an Grêmio Porto Alegre verliehen wurde. Der ursprünglich bis 2009 datierte Vertrag zwischen dem FC Bayern München und Julio dos Santos wurde im Juni 2008 aufgelöst, worauf der Spieler innerhalb Brasiliens zu Athletico Paranaense wechselte. Von 2009 bis 2014 agierte er für den Verein, bei dem einst seine Karriere ihren Anfang nahm: Cerro Porteño. Mit diesem gewann er zwei weitere nationale Meisterschaften und drang zweimal in das Halbfinale wichtiger südamerikanischer Vereinswettbewerbe vor, 2009 bei der Copa Sudamericana und 2011 bei der ranghöheren Copa Libertadores. 2014 wurde er mit fünf Toren neben dem Uruguayer Nicolás Olivera Torschützenkönig der Copa Libertadores.
Für die Spielzeit 2015 wurde dos Santos vom brasilianischen Erstligisten Vasco da Gama verpflichtet. Sein Debüt gab er am 10. Mai 2015 (1. Spieltag) beim torlosen Remis im Heimspiel gegen Goiás EC. Danach bestritt er weitere 25 Punktspiele und musste mit seinem Verein als Tabellenachtzehnter in die Série B, die zweite Liga Brasiliens, absteigen. Nachdem er 15 Punktspiele in der Spielzeit 2016 absolviert hatte, wechselte er zu Sportivo Luqueño, dem paraguayischen Erstligisten, für den er am 23. Juli 2017 (1. Spieltag) beim 3:0-Sieg im Auswärtsspiel gegen den Independiente FBC in der Liga debütierte. 2019 kehrte er erneut zu seinem Jugendverein Club Cerro Porteño zurück.
Nach kurzer Vereinslosigkeit stand dos Santos 2022 noch kurzzeitig beim paraguayischen Verein Club Presidente Hayes unter Vertrag, bevor er im September 2022 seine Karriere beendete.
Im Januar 2023 erhielt er bei Cerro Porteno eine neue Rolle im Verein und wurde Assistent des Technischen Direktors.

### Nationalmannschaft
Dos Santos nahm an der Copa América 2004 vom 6. bis 25. Juli in Peru teil, wurde mit der A-Nationalmannschaft Gruppensieger und unterlag im Viertelfinale Uruguay mit 1:3. In diesem Turnier kam er viermal zum Einsatz und erzielte im ersten Gruppenspiel am 9. Juli gegen Costa Rica den 1:0-Siegtreffer.
Mit seinem Land qualifizierte sich der Nationalspieler über die WM-Qualifikation in Südamerika für die Weltmeisterschaft 2006 in Deutschland. In diesem Turnier bestritt er zwei Vorrundenspiele, am 15. Juni bei der 0:1-Niederlage gegen Schweden und am 20. Juni beim 2:0-Erfolg über Trinidad und Tobago.
Nachdem er 2007 zum zweiten Mal an einer Copa América teilgenommen hatte, wurde er in den Jahren 2008 bis 2010 nicht für die Nationalmannschaft nominiert. Von 2011 bis 2014 kam er noch in einigen Freundschafts- und Qualifikationsspielen für die Weltmeisterschaft 2014 zum Einsatz, nahm aber an keinem Turnier mehr teil. Insgesamt absolvierte er 33 Länderspiele und erzielte vier Tore für Paraguay.

## Erfolge
Cerro Porteño
- Paraguayischer Meister: 2001, 2004, 2005, 2012 (Apertura), 2013 (Clausura)

Bayern München
- Deutscher Meister: 2006
- DFB-Pokal-Sieger: 2006
- DFL-Ligapokal-Sieger: 2007

## Auszeichnungen
- Fußballer des Jahres in Paraguay 2005
- Torschützenkönig der Copa Libertadores 2014